# Berlinia
Berlinia é um género botânico pertencente à família Fabaceae.